# Гадзолдо дели Иполити
Гадзо̀лдо дели Ипо̀лити (на италиански: Gazoldo degli Ippoliti, на местен диалект: Gasolt, Газолт) е малко градче и община в Северна Италия, провинция Мантуа, регион Ломбардия. Разположено е на 35 m надморска височина. Населението на общината е 2997 души (към 2014 г.).